# Novelé
Novelé (em castelhano) ou Novetlè (em valenciano) é um município da Espanha na província de Valência, Comunidade Valenciana. Tem 1,5 km² de área e em 2021 tinha 853 habitantes (densidade: 568,7 hab./km²).

## Demografia
| Variação demográfica do município entre 1991 e 2004 | Variação demográfica do município entre 1991 e 2004 | Variação demográfica do município entre 1991 e 2004 | Variação demográfica do município entre 1991 e 2004 |
| --------------------------------------------------- | --------------------------------------------------- | --------------------------------------------------- | --------------------------------------------------- |
| 1991                                                | 1996                                                | 2001                                                | 2004                                                |
| 566                                                 | 646                                                 | 633                                                 | 697                                                 |